# Maruina hirta
Maruina hirta är en tvåvingeart som beskrevs av Oskar Augustus Johannsen 1938. Maruina hirta ingår i släktet Maruina och familjen fjärilsmyggor. Inga underarter finns listade i Catalogue of Life.